# ماهی مکشی
ماهی مکشی (نام علمی: Cyclopteridae) نام یک تیره از بالاخانواده لنگرماهی است.